# Мовзен (Жер)
Мовзе́н (фр. Mauvezin) — коммуна во Франции, находится в регионе Юг — Пиренеи. Департамент — Жер. Административный центр кантона Мовзен. Округ коммуны — Кондом.
Код INSEE коммуны — 32249.

## География

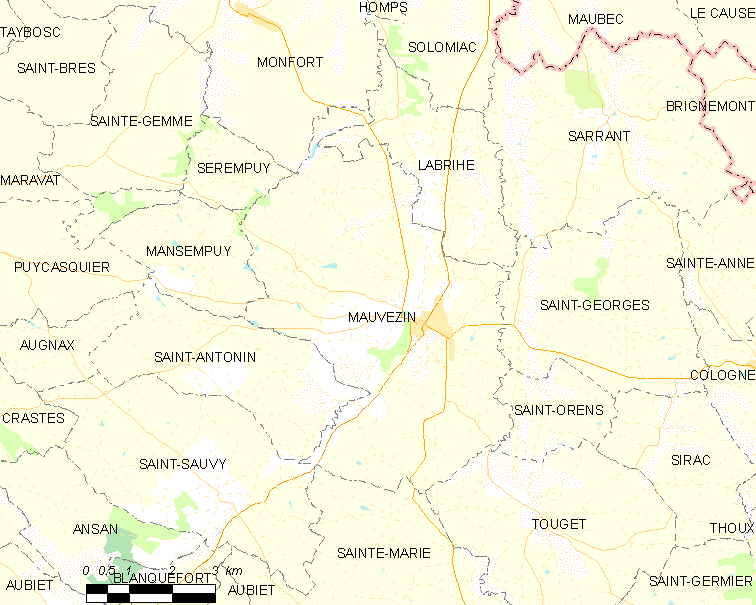
Карта коммуны

Коммуна расположена приблизительно в 590 км к югу от Парижа, в 50 км западнее Тулузы, в 26 км к востоку от Оша.
По территории коммуны протекают реки Арратс и Жимон.

## Климат
Климат умеренно-океанический. Лето жаркое и немного дождливое, температура часто превышает 35 °С. Зимой часто бывает отрицательная температура и ночные заморозки. Годовое количество осадков — 700—900 мм.

## Население
Население коммуны на 2010 год составляло 1947 человек.
| 1962 | 1968 | 1975 | 1982 | 1990 | 1999 | 2010 |
| ---- | ---- | ---- | ---- | ---- | ---- | ---- |
| 1866 | 1857 | 1756 | 1705 | 1671 | 1647 | 1947 |

## Администрация
| Период | Период | Фамилия      | Партия                              | Примечания                                      |
| ------ | ------ | ------------ | ----------------------------------- | ----------------------------------------------- |
| 1977   | 2014   | Ивон Монтане | Социалистическая партия             | генеральный советник кантона Мовзен (1976—1994) |
| 2014   | 2020   | Жерар Марсе  | Французская коммунистическая партия | генеральный советник кантона Мовзен (1997—2015) |

## Экономика
В 2010 году среди 1088 человек трудоспособного возраста (15-64 лет) 816 были экономически активными, 272 — неактивными (показатель активности — 75,0 %, в 1999 году было 69,5 %). Из 816 активных жителей работали 739 человек (367 мужчин и 372 женщины), безработных было 77 (35 мужчин и 42 женщины). Среди 272 неактивных 74 человека были учениками или студентами, 127 — пенсионерами, 71 были неактивными по другим причинам.

## Достопримечательности
- Церковь Св. Архангела Михаила (XV век). Исторический памятник с 1930 года[4]
- Протестантский храм (XVII век)
- Крытый рынок (XIX век). Исторический памятник с 2004 года[5]
- Башня Жанны д’Альбре (XIV век)

## Фотогалерея

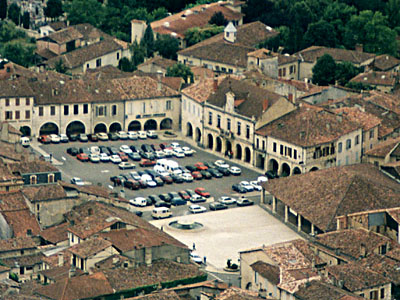
Мовзен
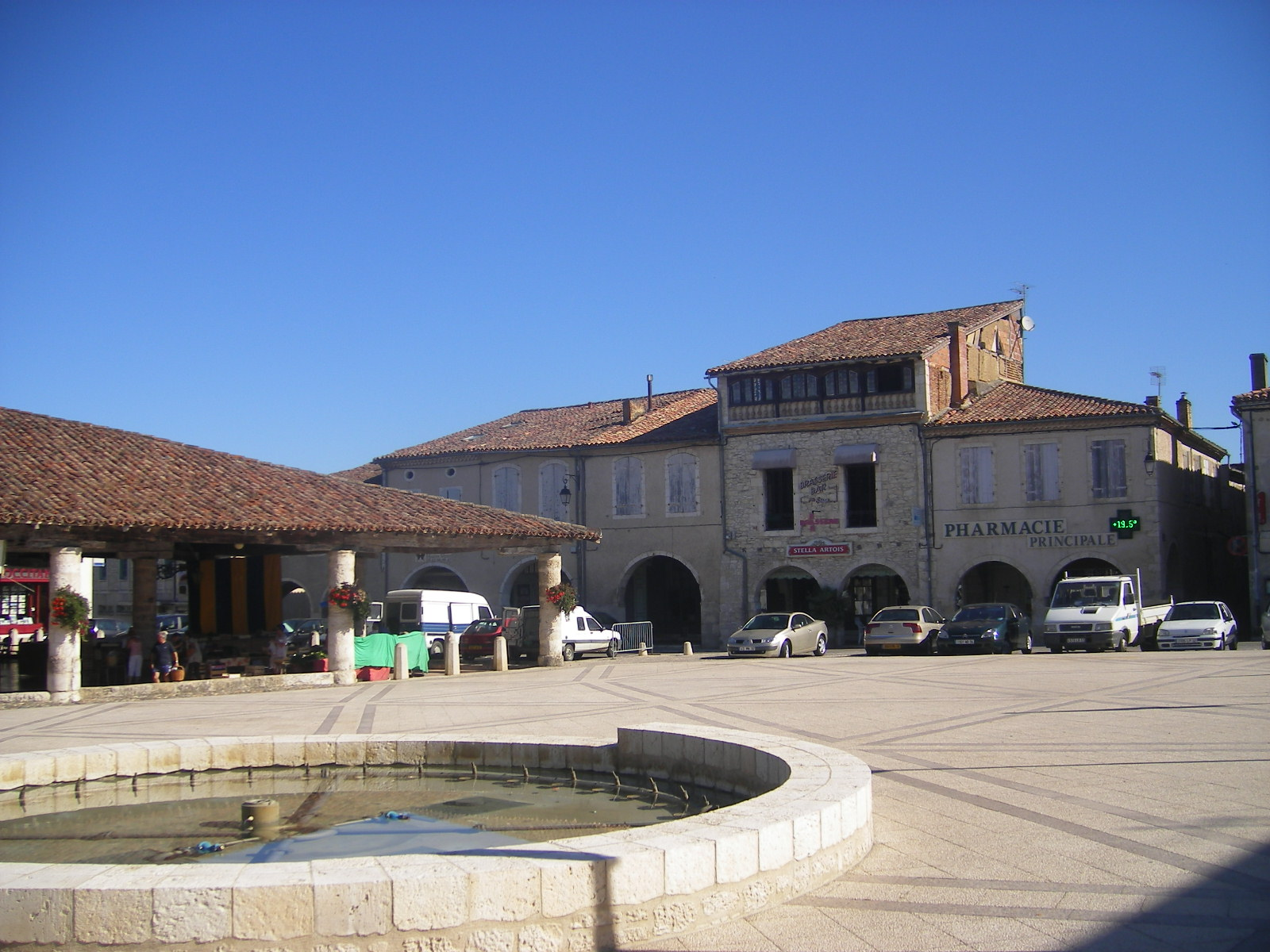
Мовзен
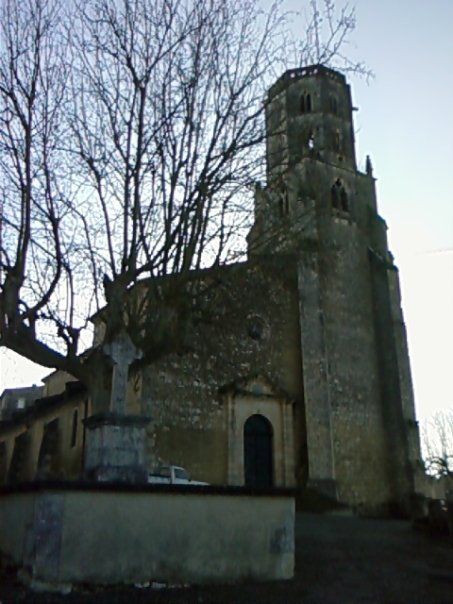
Церковь Св. Архангела Михаила
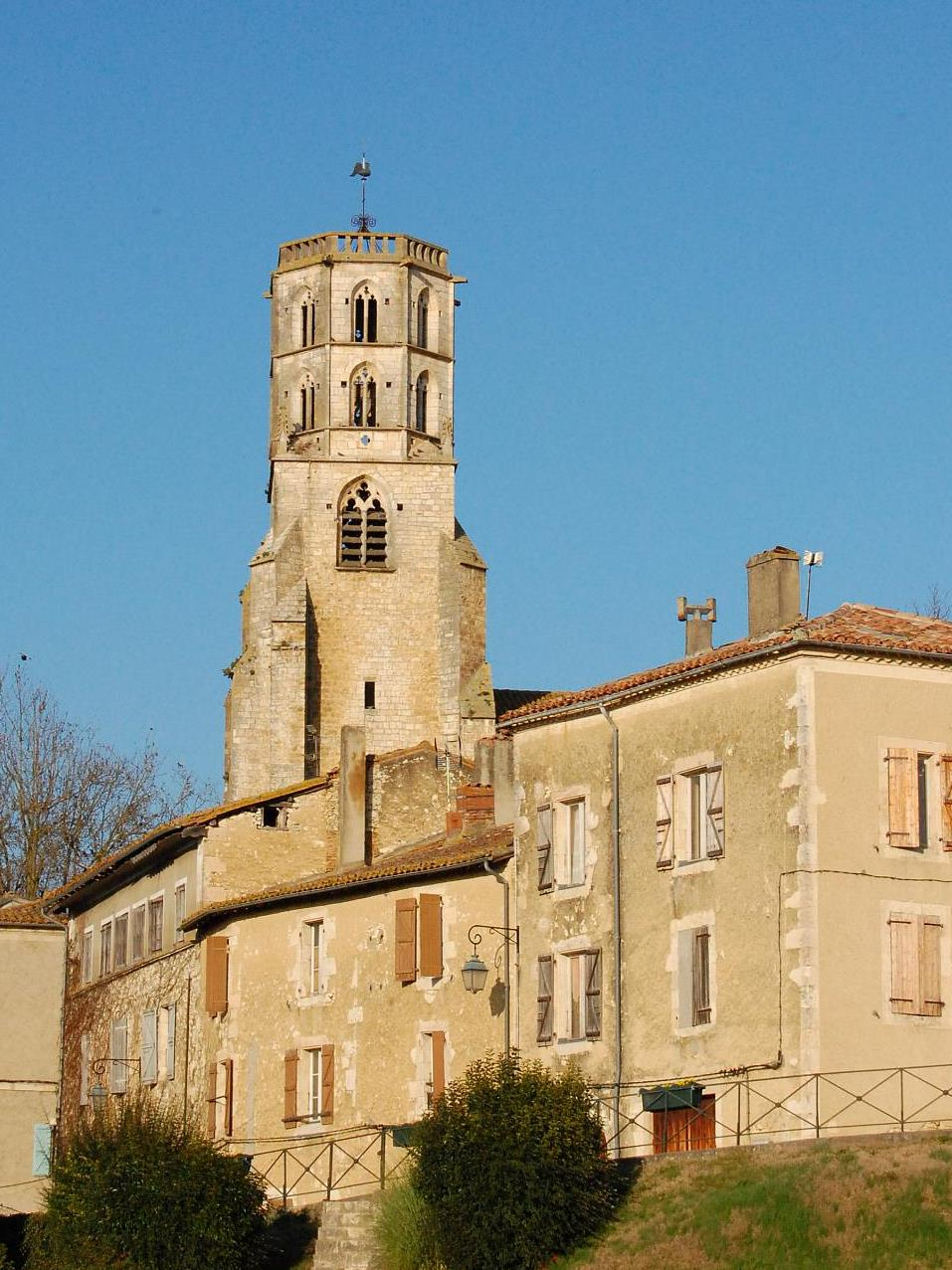
Церковь Св. Архангела Михаила
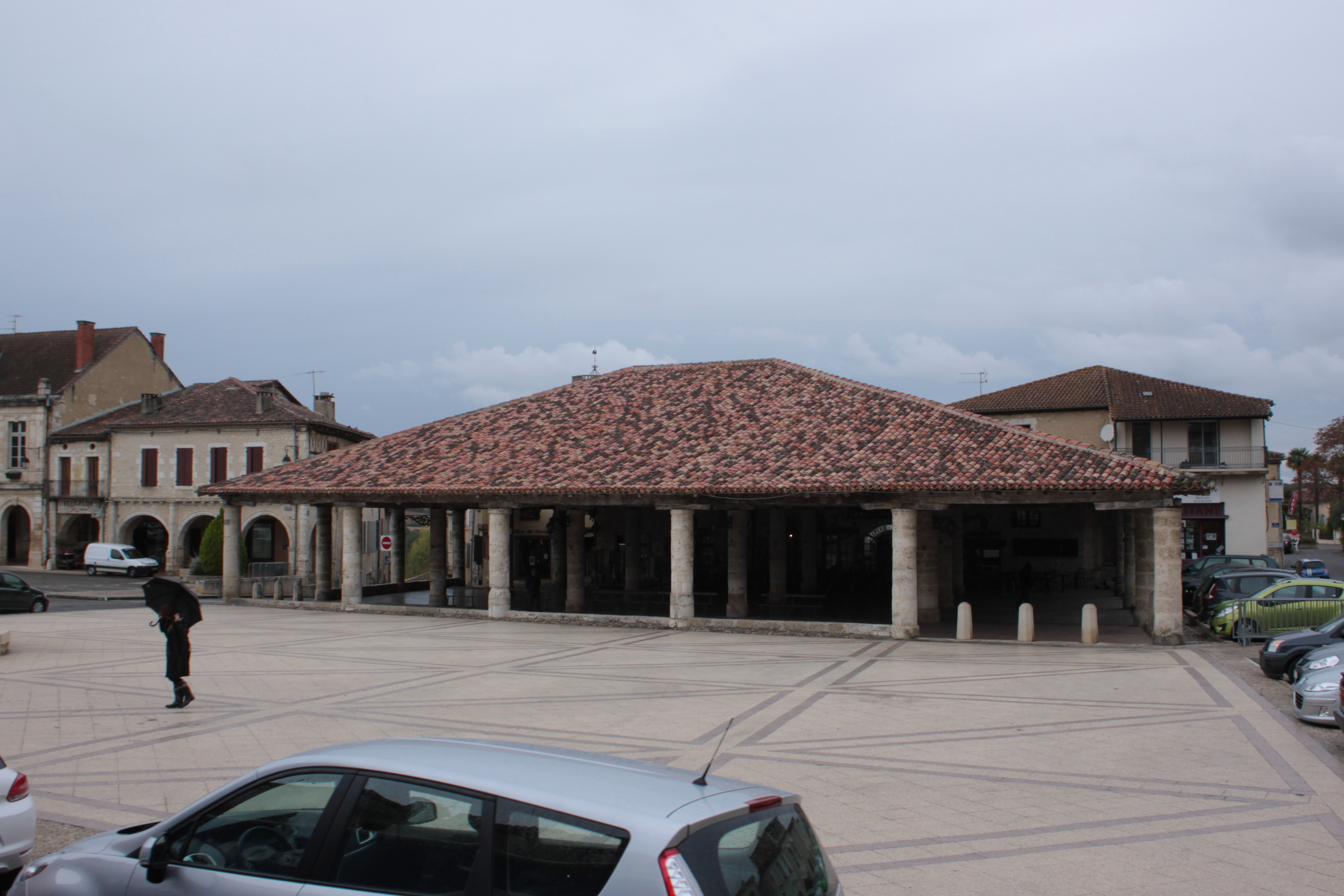
Крытый рынок
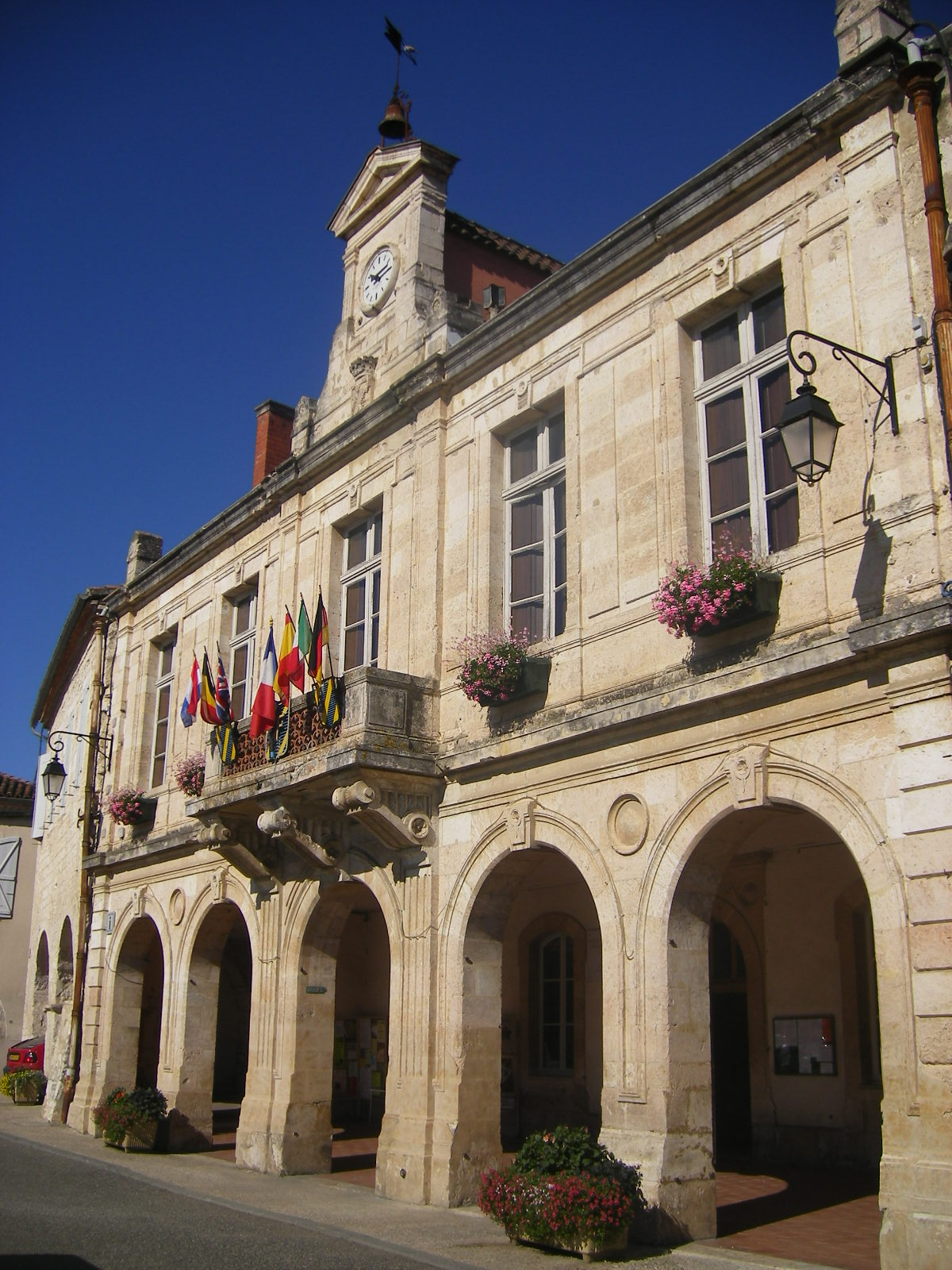
Мэрия